# Brother Louie
Brother Louie är en låt framförd av Modern Talking från albumet Ready For Romance från 1986. Låten släpptes även 1998 som nyversion och senare en rap-version.

## Musikvideo
I musikvideon Brother Louie har den en del scener ur filmen Once Upon a Time in America.